# Luis Carlos Martínez
Luis Carlos Martínez Méndez (Ciudad de Guatemala, 11 de diciembre de 1995) es un deportista guatemalteco que compite en natación. Ha ganado diversos premios en diferentes  competencias mundiales y también ha participado en los Juegos Olímpicos de Río 2016 y Tokio 2020.

## Carrera
En los Juegos Deportivos Centroamericanos de 2013 obtuvo una medalla de oro, una de plata y dos de bronce en las diferentes disciplinas de natación.
En los Juegos Centroamericanos y del Caribe de Veracruz 2014, Martínez obtuvo dos medallas de plata y en los Juegos Panamericanos de Toronto 2015 se ubicó en el octavo lugar en los 100 metros estilo mariposa.
Martínez participó en los Juegos Olímpicos de Río de Janeiro 2016, finalizando en la posición número 19 en la prueba de 100 metros estilo mariposa.
Martínez en los Juegos Deportivos Centroamericanos de Managua 2017 logró 6 medallas de oro en 50 m espalda; 100 m libre; 50 m, 100 m y 200 m mariposa; y en 4 x 200 m combinado, proclamándose campeón de Centroamérica.
Martínez obtuvo el primer lugar -y por tanto medalla de oro- en la competencia de 100 metros estilo mariposa y el segundo lugar en los 50 metros mariposa en los XXIII Juegos Centroamericanos y del Caribe en Barranquilla 2018
Fue histórico al posicionarse como el primer guatemalteco en clasificarse a una final de natación en Juegos Panamericanos de 2019 y más aún porque ganó una medalla de plata en 100 metros mariposa.
Durante los Juegos Olímpicos de Tokio 2020 logró clasificarse a la final de 100 metros mariposa, obteniendo el séptimo lugar con un tiempo de 51,09 segundos.

## Palmarés internacional
| Juegos Panamericanos                 | Juegos Panamericanos    | Juegos Panamericanos | Juegos Panamericanos |
| Año                                  | Lugar                   | Medalla              | Prueba               |
| ------------------------------------ | ----------------------- | -------------------- | -------------------- |
| 2019                                 | Lima (Perú)             | Medalla de plata     | 100 m mariposa       |
| Juegos Centroamericanos y del Caribe |                         |                      |                      |
| Año                                  | Lugar                   | Medalla              | Prueba               |
| 2014                                 | Veracruz (México)       | Medalla de plata     | 50 m mariposa        |
| 2014                                 | Veracruz (México)       | Medalla de plata     | 100 m mariposa       |
| 2018                                 | Barranquilla (Colombia) | Medalla de oro       | 100 m mariposa       |
| 2018                                 | Barranquilla (Colombia) | Medalla de plata     | 50 m mariposa        |